# Gang Starr
Gang Starr — хип-хоп-дуэт MC Guru и диджея и продюсера DJ Premier. Стиль группы сочетает в себе элементы Нью-Йорк Джаза и East Coast rap.

## История
Группа была основана Keithy Е. в Бостоне, штат Массачусетс в 1985 году (уже тогда известного как Guru) и DJ B-Down (также известного как Mike Dee) при помощи различных продюсеров, таких как Donald D, J.V. Johnson и DJ Mark the 45 King. В 1987 и 1988 году лейбл Wild Pitch выпустил три сингла Gang Starr на виниловых пластинках.
В 1989 году произошёл раскол группы и единственный участник готовый продолжать участие в группе Gang Starr, был Guru. Вскоре он познакомился с творчеством DJ Premier (называвшемся тогда Waxmaster C), вскоре DJ послал свою пластинку со своим битом. Guru понравилось звучание треков, и он предложил DJ Premier, присоединиться к Gang Starr и в том же году они выпустили свой первый сингл «Words I Manifest» и свой первый альбом No More Mr. Nice Guy (1989).
За время существования, Gang Starr выпустили несколько альбомов которые разошлись многомиллионными тиражами. Пластинки продолжают покупать и поныне: Step in the Arena(1991), Daily Operation (1992), Hard to Earn (1994) и Moment of Truth (1998). Трек «Jazz Thing» вошёл в саундтрек к фильму Спайка Ли Блюз о лучшей жизни.
Gang Starr выпустили шесть студийных альбомов и распались в 2003 году, по желанию Guru.

## Gang Starr Foundation
Gang Starr Foundation был свободным творческим фондом хип хоп музыкантов, работающих в тесном сотрудничестве с группой через ныне несуществующей лейбл Ill Kid, принадлежавший Guru. Продюсированием занимался DJ Premier или менеджмент созданной Gang Star компании Empire Management. Основателем фонда был Vikar.
Некоторые активные участники:
- Afu-Ra
- Big Shug
- Freddie Foxxx
- DJ Premier
- Guru (deceased)
- Bahamadia
- Jeru the Damaja
- Group Home (Lil' Dap, Melachi the Nutcracker)
- Deams

## Дискография
- 1989 — No More Mr. Nice Guy
- 1991 — Step In the Arena
- 1992 — Daily Operation
- 1994 — Hard to Earn
- 1998 — Moment of Truth
- 2003 — The Ownerz
- 2019 — One Of The Best Yet

## Интересные факты
Песня дуэта «I've lost my ignorance (and don't know where to find it)», записанная в сотрудничестве с Dream Warriors, использована в саундтреке французского фильма «Дьяволы» 2002 года, режиссера Кристофа Ружжиа.
Песня «B.Y.S» использована в компьютерной видеоигре «Grand Theft Auto: San Andreas»